# Xavier Accart
Pour les articles homonymes, voir Accart.
Xavier Accart, né en 1971, est un journaliste, écrivain et historien des idées qui a étudié à l’EPHE la réception intellectuelle et littéraire dans les années 1920-1950 de l’œuvre de René Guénon. Il est également l’auteur d’un roman chez Tallandier et éditeur conseil aux Cerf. Il a fait partie du jury œcuménique du Festival de Cannes en 2019.

## Biographie
Diplômé de l’Institut d'études politiques d'Aix-en-Provence, il a passé son doctorat à la section des Sciences religieuses de l’École pratique des hautes études. Il le publie, avec une préface d'Antoine Compagnon, sous le titre Guénon ou le renversement des clartés : influence d’un métaphysicien sur la vie littéraire et intellectuelle française, 1920-1970 (Paris, Édidit, 2005). Daniel Lindenberg dans la revue Esprit de février 2007 le qualifie de « monument de la véritable "histoire intellectuelle", ni "pieuse", ni "vigilante" ». Chez le même éditeur, il a dirigé, avec la collaboration de Daniel Lançon et de Thierry Zarcone,  L'Ermite de Duqqi : René Guénon en marge des milieux francophones égyptiens (Milan, Arché, 2001). Il a collaboré à diverses revues comme « Les Dossiers H » (L'Âge d'homme), Politica Hermetica. Et ensuite au Dictionnaire des orientalistes de langue française (Karthala, 2008). Il a consacré des articles scientifiques à Louis Massignon, Henry Corbin, Émile Dermenghem, mais aussi à des romanciers comme Henri Bosco, Ernst Jünger.
Après avoir enseigné dans une université indienne, il est journaliste professionnel. Il a animé Les Essentiels, les cahiers spirituels de l'hebdomadaire La Vie puis est, depuis novembre 2011, rédacteur en chef du mensuel Prier. Il a publié en 2009 aux Presses de la Renaissance un ouvrage grand public sur le langage liturgique : Comprendre et vivre la liturgie, largement augmenté en 2015 et salué par le cardinal Sarah préfet de la Congrégation pour le culte divin et la discipline des sacrements dans son livre La Force du silence. Il anime également depuis 2012 une émission hebdomadaire sur Radio Notre-Dame dans laquelle il reçoit des experts pour parler de la vie spirituelle sous divers angles ou chez de grands auteurs comme Julien Green ou Tolkien (cette dernière réalisée avec Léo Carruthers).
Comme éditeur, il est à l’origine de : Le Murmure des anges. Psalmodie et contemplation d'Anselm Grün, De la Megachurch à l'Eglise catholique d'Ulf Eckman et Henrik Lindell, Fatima 1919-2017 de Joachim Bouflet, Les droits de l'homme dénaturé de Gregor Puppinck, Le dictionnaire des auteurs catholiques des îles britanniques de Gérard Hocmard.
En janvier 2019, il publie Le Dormant d'Ephèse (Tallandier), un roman,, et, en février 2022, L'Art de la prière (éditions de l'Emmanuel), un ouvrage sur les méthodes chrétiennes de prière. En 2023, paraît Tro Breiz, ma Bretagne intérieure, un récit d'un pèlerinage paru dans la collection Chemin d'étoiles.
Il est le petit-fils de Jean Accart.

## Ouvrages

### Études
- L’Ermite de Duqqi. René Guénon en marge des milieux francophones égyptiens, avec la collaboration de Daniel Lançon, Éditions Archè, Milan, 2001 (Diffusion Édidit).  (ISBN 978-88-7252-227-1).
- Guénon ou le renversement des clartés. Influence d’un métaphysicien sur la vie littéraire et intellectuelle française (1920-1970), préface d’Antoine Compagnon, Édidit, 2006.
- Comprendre et vivre la liturgie, Presses de la Renaissance, 2009, réédition augmentée en 2015.
- L'Art de la prière, Editions de l'Emmanuel, 2022, 475 pages.

### Romans et récits
- Le Dormant d’Ephèse, Tallandier, 2019, 336 pages. (EAN papier : 9791021035751. EAN numérique : 9791021035775).
- Tro Breiz : ma Bretagne intérieure, Salvator, 2023, 180 pages.